# Chapelle Saint-Baudel de Pourrain
La chapelle Saint-Baudel de Pourrain est une chapelle située à Pourrain, dans le département français de l'Yonne, en France.

## Localisation
La chapelle est située chemin Saint-Baudel en partie est du bourg.

## Historique
Elle est édifiée durant la première moitié du XVIe siècle.
L'édifice est classé au titre des monuments historiques par arrêté du 13 septembre 2012.